# حافة امتصاص
حافة امتصاص (بالإنجليزي: Absorption edge) هي انقطاع حاد في امتصاص طيف الأشعة السينية بواسطة عنصر عندما طاقة الفوتون تتناسب مع طاقة غلاف الذرة ، تستخدم حافة الامتصاص في البلورات البروتينية لتصحيح اختلاف الطور الناتج عن تشتت شاذ متعدد في الطول الموجي.